# Paweł Primel
Paweł Primel (ur. 6 listopada 1969 w Kościanie) – polski piłkarz grający na pozycji bramkarza, trener.

## Kariera zawodnicza
Znany głównie z występów w Odrze Wodzisław Śląski z którą wywalczył trzecie miejsce w ekstraklasie w sezonie 1996/97 i Miedzi Legnica, w barwach której zdobył Puchar Polski 1991/92.

## Kariera trenerska
Po zakończeniu kariery piłkarskiej został trenerem bramkarzy. Pracował w Miedzi Legnica, Zagłębiu Lubin i Odrze Wodzisław Śląski. 5 czerwca 2009 został trenerem bramkarzy w Lechu Poznań. Po dwóch latach pracy w poznańskim klubie odszedł do Wisły Kraków. Po przyjściu do Wisły Franciszka Smudy i jego sztabu szkoleniowego odszedł z tego klubu i został trenerem bramkarzy w Motorze Lublin.